# Geodena hintzi
Geodena hintzi är en fjärilsart som beskrevs av Embrik Strand 1915. Geodena hintzi ingår i släktet Geodena och familjen mätare. Inga underarter finns listade i Catalogue of Life.